# 782

## Догађаји
- Википедија:Непознат датум — Владавина династије Абасида у Багдаду.

- Византијско-арапски ратови: Арапске снаге (95.000 људи) под командом Харуна ал-Рашида, сина абасидског калифа Ал-Махдија, прелазе планине Таурус и заузимају византијску граничну тврђаву Магиду. Харун оставља свог поручника Ал-Рабија ибн Јунуса да опседа град Наколеју (Фригија), док је друга сила (30.000 људи), вероватно под Јахјом ибн Халидом, послата да изврши напад на западне обале Мале Азије. Сам Харун, са главном војском, напредује до Опсичке теме.
- Лето – Харун ал-Рашид стиже чак до Хрисопоља, преко Босфорског мореуза од византијске престонице, Цариграда. После бекства јерменског генерала Тацатеса, царица Ирена прихвата трогодишње примирје, укључујући годишње плаћање харача од 70.000 или 90.000 златних динара и предају 10.000 свилених одевних предмета. Харун ослобађа све своје заробљенике (5.600 људи), укључујући главног министра Ставракиоса и друге таоце.
- Цар Константин VI је верен за 6-годишњу Ротруду, ћерку Карла Великог; Ирена шаље ученог монаха по имену Јелисеј да је образује грчком језику и манирима.
- Лето – Саксонски ратови: Краљ Карло Велики шаље казнену експедицију (елитну јединицу источно-франачких трупа) под командом Адалгиса коморника, Галоа и Ворада, уз подршку саксонских снага, да се обрачуна са јуришницима Саса и Лужичких Срба у Тирингији.
- Битка код Сунтела: Франци под Карлом Великим су поражени од саксонских побуњеника, предвођених Видукиндом. Он успева да збрише више од половине окупаторских франачких снага и поново подиже побуну.
- Јесен – Карло Велики се враћа из своје кампање у Италији и окупља франачку војску расположивих трупа у Баварској. Потом креће у Саксонију, вероватно у Ересбург. Карло Велики маршира на север, низ Везер до реке Алер, правећи логор близу Вердена.
- Масакр у Вердену: Карло Велики погубљује 4.500 побуњених Саксонаца у Вердену због практиковања паганства. Он издаје Цапитулатио де партибус Сакониае и намеће хришћанство Саксонцима, након што је Саксонија постала франачка провинција.
- Карло Велики позива Алкуина, англосаксонског мисионара, у Ахен и поставља га за главног саветника за верска и образовна питања. Постаје водећи научник и учитељ на каролиншком двору.